# Wellington Saci
Wellington Aleixo dos Santos, genannt Wellington Saci (* 5. Januar 1985 in Belém), ist ein ehemaliger brasilianischer Fußballspieler. Der Linksfuß spielte vorwiegend im defensiven Mittelfeld, wurde aber auch in der Abwehr eingesetzt.

## Karriere
Wellington Saci soll seine Laufbahn beim Clube Municipal Ananindeua aus Ananindeua begonnen haben. Nach Anfängen in kleineren Klubs kam er 2008 mit dreiundzwanzig Jahren zum Série B Klub SC Corinthians. Der Kontrakt erhielt eine Laufzeit über vier Jahre. Mit Corinthians wurde er in der Série B 2008 Meister und schaffte den Aufstieg in die Série A. 2009 gewann er mit dem Klub den Copa do Brasil. Er dann wurde schnell wieder ausgeliehen und blieb bei kaum einer Mannschaft länger als eine Saison. Im Dezember 2019 wurde Saci vom Joinville EC als erneute Verpflichtung bekannt gegeben. Bei dem Klub war er bereits von 2014 bis 15 aktiv und konnte 2014 die Meisterschaft in der Série B gewinnen. Im Februar 2021 unterzeichnete Saci zum zweiten Mal nach 2008 beim Itumbiara EC. Nach dem Ausscheiden in der Gruppenphase der Staatsmeisterschaft von Goiás im April 2021 verließ er den Klub und wechselte zum Atlético Cajazeirense, wo Saci mit Abschluss der Staatsmeisterschaft von Paraíba Ende Mai seine aktive Laufbahn beendete.
Saci wurde in Joinville ansässig und betrieb hier Siebener Fußball.

## Erfolge
Itumbiara
- Staatsmeisterschaft von Goiás: 2008

Corinthians
- Série B: 2008
- Staatsmeisterschaft von São Paulo: 2009
- Copa do Brasil: 2009

Joinville
- Série B: 2014

## Auszeichnungen
Itumbiara
- Spieler der Staatsmeisterschaft von Goiás: 2008

Joinville
- Spieler der Staatsmeisterschaft von Santa Catarina: 2014